# Dosidicus gigas
Pour les articles homonymes, voir Humboldt.
Genre
Espèce
Statut de conservation UICN

 DD  : Données insuffisantes
Dosidicus gigas, l’Encornet géant, parfois appelé Diable des profondeurs ou Calmar de Humboldt, est une espèce de calmars, la seule connue du genre Dosidicus.  C'est la plus grande espèce connue d'ommastrephidés. 
Il ne s'agit pas du le plus grand calmar, ce genre est dépassé par ceux du genre Architeuthis rarement observés, mais répertoriés dans tous les océans, excepté en zone polaires.
Après que ce calmar a reçu son nom scientifique, on en a trouvé d'autres qui pouvaient aussi dépasser 1 m de long pour le manteau (cranchiidé de l'Antarctique, l'onychoteuthidé de l'Antarctique Kondakovia longimana, l'onychoteuthidé du Pacifique Moroteuthis robusta et le Taningia danae qu'on a trouvé dans tous les océans). Néanmoins, notamment dans les profondeurs et dans le courant de Humboldt, sur les côtes sud-américaines du Pacifique, l'encornet géant peut atteindre 4 mètres de long et peser jusqu'à 400 kg (son manteau dépasse toutefois rarement 1 m).
Ces encornets sont l'une des sources d'alimentation des phoques et des cachalots et de divers oiseaux marins (Clarke, 1996).

## Répartition, habitat
Cette espèce rarement visible en surface est connue dans le Pacifique Est, à partir de 35° de latitude nord, du large de la Californie au sud du Chili et vers l'ouest jusque dans les Tropiques jusqu'à environ 120° de longitude ouest. Il vit surtout au large des plateaux et parfois à grande profondeur. C'est l'une des rares espèces de calmars qui ne soit pas inféodée à des systèmes de courants rapides des bordures de plateaux continentaux, et on la rencontre jusque dans le courant froid du Pérou (courant de Humboldt) qui est faible et s'écoule lentement vers le nord, dans le Pacifique Sud-Est. Devant les fonds péruviens, Dosidicus gigas ne semble pas attiré par les zones les plus riches en productivité primaire, mais leur préférer des zones mésopélagiques où il mange essentiellement des poissons sur le rebord du plateau continental de l'Amérique du Sud. Ailleurs on sait qu'ils consomment aussi des myctophidés (Rodhouse et Nigmatullin, 1996), lesquels sont abondants dans l'océan Indien (nord de la mer d'Arabie) (Shotton, 1997) et dans la zone antarctique de l'Atlantique-sud où ils sont aussi mangés par d'autres ommastrephidés Sthenoteuthis oualaniensis et Martialia hyadesii.

## Description
Deux longs tentacules rétractiles s'ajoutent à une couronne de huit bras armés de puissantes ventouses permettant d'immobiliser des proies importantes.

Portées à l'orifice buccal situé au cœur de la couronne, les victimes sont découpées par un puissant "bec de perroquet".
Champions du camouflage grâce à des chromatophores qui semblent aussi traduire leur humeur, les céphalopodes peuvent aussi fuir à reculons. Doté d'un système de propulsion « à réaction » et d'un profil très hydrodynamique, ils filent dans l'eau en accompagnant la manœuvre d'un lâcher d'encre formant nuage de substance colorante et légèrement visqueuse à base de mélanine et d'autres sécrétions, qui imite leur silhouette et trouble leurs prédateurs.
Les sens de ces animaux sont très développées notamment l'odorat, grâce aux papilles gustatives tapissant leurs ventouses. Au contraire, leurs ouïe est limitée à fonctionner seulement à travers le travail de leurs statocyste qui leur sert aussi à percevoir leurs mouvements dans l'espaces (en jouant le rôle d'oreille interne).
Leurs yeux sont démesurés ; ce sont parmi les plus gros du règne animal. On a retrouvé des yeux de calmar de près de 40 cm de diamètre dans des estomacs de cachalots. Ils sont proches, par leur structure et acuité, de ceux des vertébrés.
Il possède en guise de "coquille interne" (coquille vestigiale) un gladius (plume de calmar) pour rendre son corps fusiforme plus rigide.
Son bec, ressemblant à celui d'un perroquet à l'envers, est attaché à de puissants muscles avec un passage progressif des cellules dures du bec aux cellules plus "molles" cartilagineuses situés à l'intérieur de l'animal.

## Éthologie
L'écologie et le comportement de ce calmar sont encore mal connus. Remontant des abysses, il attaque de grosses proies dont les thons (et peut-être des légines) par surprise, les avalant entiers, sauf la tête, après les avoir capturés avec deux longs tentacules.

Tous les calmars sont réputés migrateurs et potentiellement cannibales quand ils manquent de nourriture.
En dépit d'une remarquable adaptation au milieu marin, de leurs tentacules presque aussi adroits que des mains humaines et d'un « cerveau » relativement complexe, ces céphalopodes n'en demeurent pas moins vulnérable face à leurs prédateurs (cachalots et requins de grandes tailles ainsi que les humains). Si ce sont des animaux qui grandissent inhabituellement vite, leur espérance moyenne de vie ne dépasse guère trois ans (ce qui est courant chez les espèces à croissance rapide).

Par ailleurs, malgré des muscles puissants et trois cœurs vigoureux, ils n'ont pas une bonne endurance. Deux de leurs cœurs irriguant uniquement leur système branchial. Cette faiblesse tiendrait à leur sang bleu-vert qui transporte l'oxygène sur du cuivre oxydé et non sur du fer comme chez les mammifères, ce qui les rend moins performants.
Ces calmars n'ont pas la capacite de sauter hors de l'eau (probablement due à leurs taille) contrairement à d'autres membres de leurs famille telles que Sthenoteuthis pteropus et Illex illecebrosus, ainsi que Ommastrephes bartramii.

## Origine
Docidicus gigas est un décapodiforme parmi les coléoïdes (céphalopodes à coquille interne apparus au Dévonien). Cela signifie qu'il possède dix membres (8 bras et 2 tentacules rétractiles, plus soupes que les bras)

## État des populations, menaces

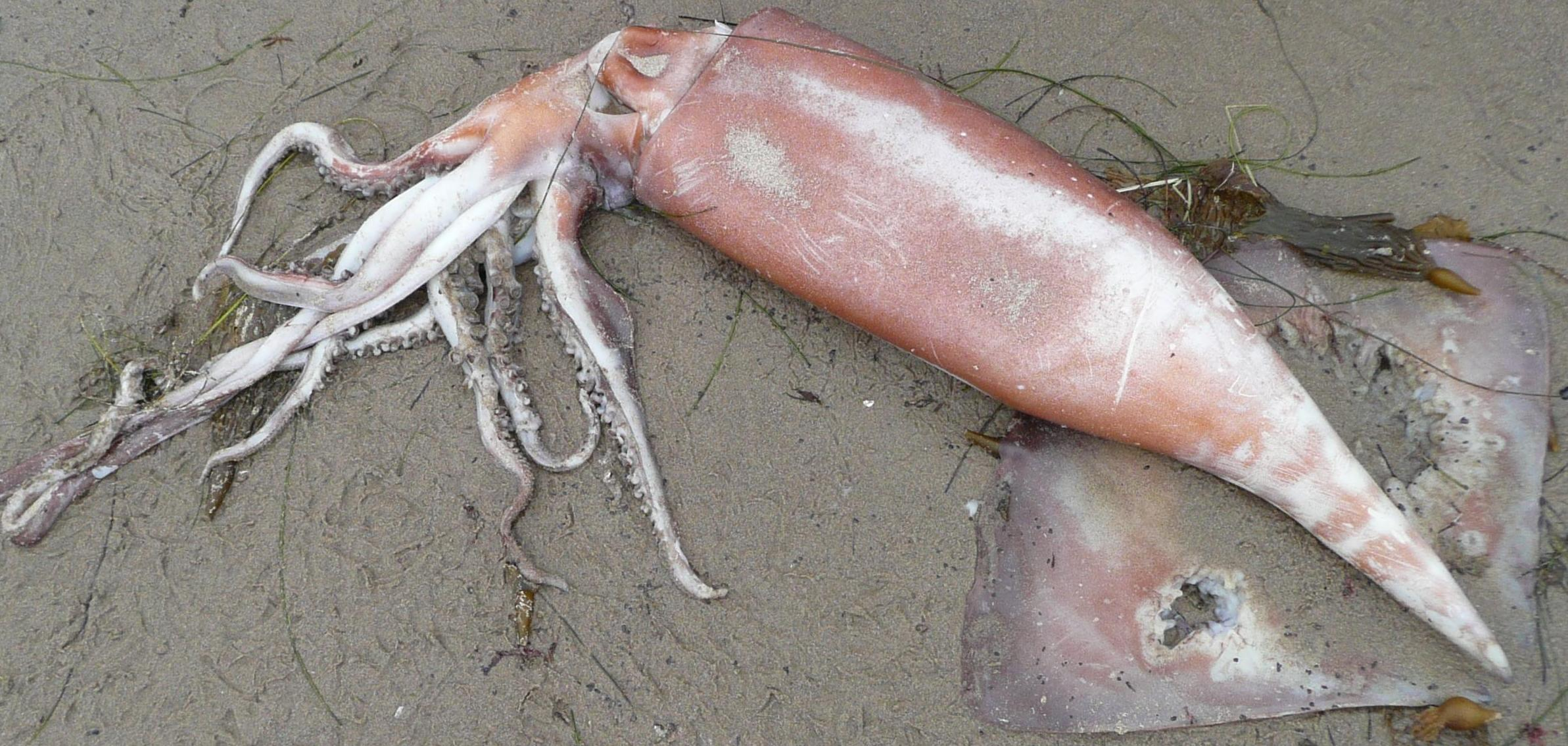
Spécimen échoué sur une plage de Santa Barbara.

Face à la surpêche qui a généré une régression ou disparition des stocks de poissons traditionnellement pêchés, une partie de l'effort de pêche s'est reportée sur les calmars et, notamment depuis les années 1980-1990, sur cette espèce qui est l'une de celles qui font l'objet (en Nouvelle-Zélande) d'une forme de pêche industrielle inspirée de la pêche traditionnelle au lamparo (les autres étant Todarodes pacificus et Ommastrephes bartrami, surtout pêché au Japon, alors qu'en Nouvelle-Zélande, ce sont  les calmars Nototodarus sloanii  qu'on attire de nuit avec la lumière artificielle. En Atlantique du Sud-Ouest, on pêche de la même manière une autre espèce, Illex argentinus).
Une hypothèse est que la surpêche pourrait avoir au moins localement favorisé (par diminution de la prédation sur les jeunes calmars) une augmentation d'abondance et de captures de calmars (Caddy et Rodhouse, 1998).
En 2007 et en 2009, ces calmars ont envahi les eaux californiennes, s'attaquant à toutes les proies passant près d'eux. Les humains n'ont pas été épargnés.

## Pêche
La pêche de D. gigas était dans les années 1990-2000 surtout pratiquée au large du Pérou et près du dôme du Costa Rica, au large de l'Amérique centrale. Au Pérou, cette espèce fut pêchée par les indigènes pour faire des sacrifices aux dieux locaux.[réf. nécessaire]